# (4443) Paulet
(4443) Paulet est un astéroïde de la ceinture principale.

## Description
(4443) Paulet est un astéroïde de la ceinture principale. Il fut découvert le 10 septembre 1985 à La Silla par Henri Debehogne et nommé en l'honneur du péruvien Pedro Paulet. Il présente une orbite caractérisée par un demi-grand axe de 2,24 UA, une excentricité de 0,12 et une inclinaison de 3,6° par rapport à l'écliptique.

## Compléments